# ジョルジョ・モランディ

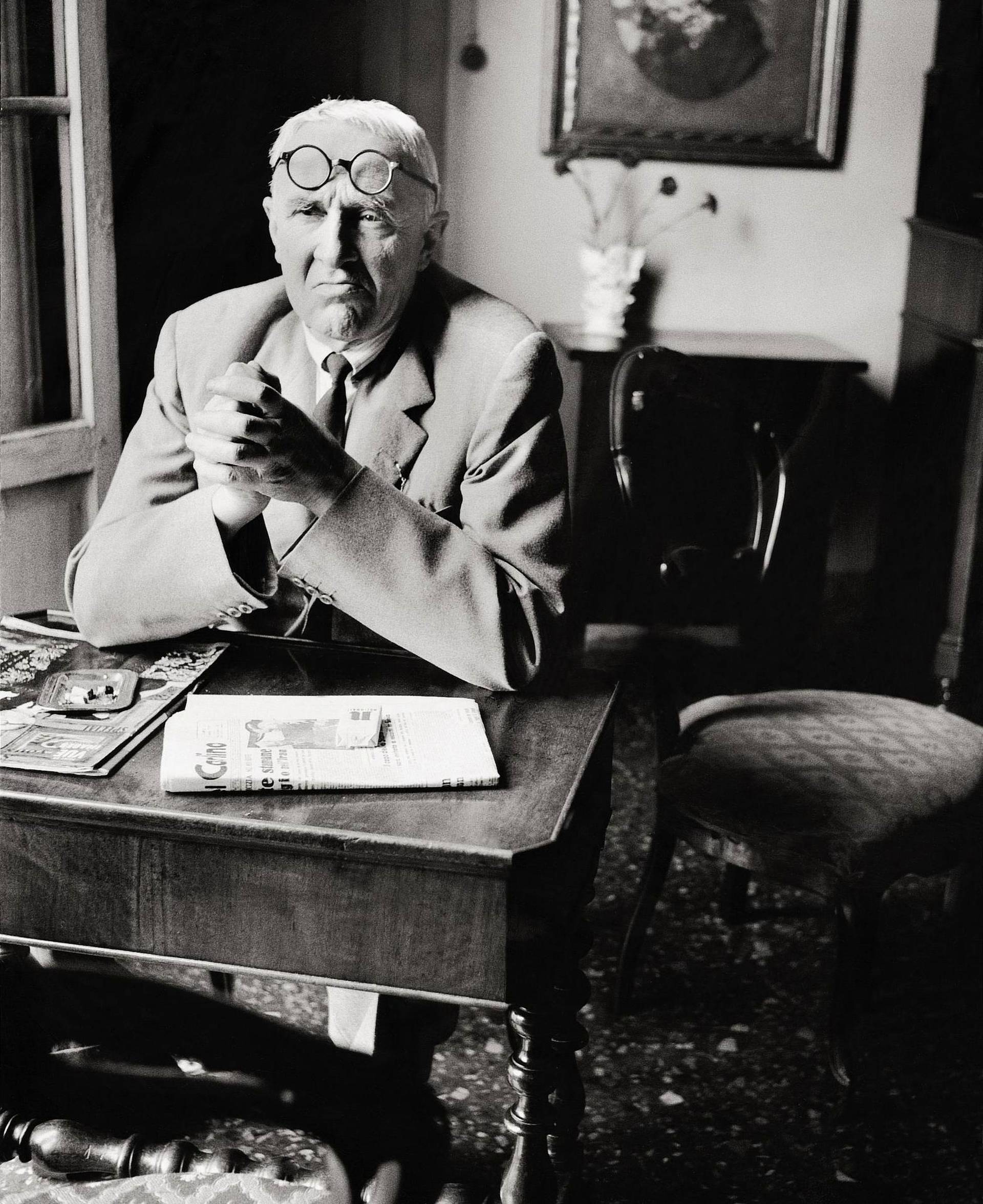
ジョルジョ・モランディ

ジョルジョ・モランディ（Giorgio Morandi, 1890年7月20日 - 1964年6月18日）は、20世紀前半に活動したイタリアの画家。20世紀美術史において最も重視される画家の一人である。さまざまな芸術運動が生まれては消えていった20世紀において、独自のスタイルを確立し、静物画を中心にひたすら自己の芸術を探求した画家であった。

## 生涯
モランディは1890年、ボローニャに生まれた。その生涯のほとんどをボローニャと避暑地のグリッツァーナ（ボローニャ近郊、アペニン山麓の村）で過ごした。絵画研究のためにローマやフィレンツェを訪れることはあっても、イタリアを出ることはほとんどなく、1956年のパリ旅行が最初の外国訪問であった。モランディはボローニャのフォンダッツァ通りにあるアトリエの薄暗い部屋に閉じこもり、卓上静物と風景という限られたテーマに終生取り組んだ。
モランディは1907年、ボローニャの美術学校（アカデミア・ディ・ベレ・アルティ）に入り、1913年までそこで学んだ。生涯を通じ、特定の画家グループに属することはほとんどなかったが、初期には未来派及び形而上絵画との接触が若干あった。すなわち、1913年にはフィレンツェのテアトロ・ヴェルディにおける「未来派の夕べ」という行事に参加しており、1914年には地元ボローニャのホテル・ヴァリオーニで開催された未来派の展覧会を見、未来派の中心的作家であるウンベルト・ボッチョーニやカルロ・カッラらと会っている。モランディは同じ1914年からボローニャの小学校でデッサン教師となり、1929年までこの職にあった。この間、1915年軍隊に入るが、病気のため数週間で除隊。回復後、自身の初期作品の多くを破棄したという。
1910年代末から1920年代始めにかけてモランディはジョルジョ・デ・キリコらのいわゆる形而上絵画の画家たちと接触し、モランディ自身もデ・キリコ風の作品を残している。1922年にはフィレンツェで開催されたフィオレンティーナ・プリマヴェリーレ（フィレンツェ春期展）にデ・キリコの紹介で出品。展覧会のカタログにはデ・キリコがモランディを讃美する紹介文を書いた。1926年と1929年にはミラノにおけるノヴェチェント展に参加した（「ノヴェチェント」は「1900年代」の意味）。この「ノヴェチェント」はルネサンスの古典を範として、1900年代のイタリア美術を復興させようという、反前衛、保守的美術運動であり、思想的にムッソリーニのファシズムとつながりがあった。ただし、モランディ自身がファシズムに加担した形跡はない。
1930年、モランディは自分自身も卒業したボローニャ美術学校の版画教師となり、第二次大戦後の1956年までこの職にとどまる。1940年代からは夏をグリッツァーナ、それ以外をボローニャで過ごすようになり、静物画とグリッツァーナの風景画の2つが主要な制作テーマとなった。
1950年代から国際的な名声が高まり、ヴェネツィア・ビエンナーレなどに盛んに出品している。1953年にはサンパウロ・ビエンナーレ版画部門で大賞、1957年には同じくサンパウロ・ビエンナーレ絵画部門で大賞を受けた。
1964年、故郷ボローニャで死去。モランディは生涯独身であり、生活の面倒はおもに3人の妹たちが見ていた。なお、1993年にはボローニャにモランディ美術館が設置されている。

## 作品
モランディの作品の主題はほぼ静物と風景に限られ、サイズの小さい作品が多い。制作の中心をなすのは、ありふれた瓶や水差しを落ち着いた色彩にまとめた静物画である。作品は「静寂さ」「瞑想的」と評される静かな印象をもたらすが、筆のタッチを活かした油絵特有の質感も魅力である。一方、風景画は生涯を過ごしたアトリエのあるフォンダッツァ通りや、毎夏避暑に訪れるグリッツァーナのアトリエの窓から見える風景を描いたもので、まるで静物画のように四角い建築が淡々と画面に配置される。
初期の1913 - 1915年頃の静物画や風景画にはセザンヌやキュビスムの影響が見られ、この頃の作品は後のモランディの典型的なスタイルとはかなり異なる。1918 - 1919年頃の作品は、デ・キリコらの影響を受けた、いわゆる形而上絵画の様式になり、デ・キリコの作品に登場するようなマネキンや、真空に浮かんだような奇妙な静物が描かれている。モランディの作風に変化が見られたのはこの頃までで、以後、1920年頃からは、卓上の静物という単一の主題をひたすら描き続けていく。
描かれるモチーフは、テーブルの上に置かれた瓶、水差し、碗などの質素な容器類で、配置を変えながら同じ容器が繰り返し作中に登場する。モランディはそれらの容器が埃をまとって柔らかなニュアンスを帯びることを愛し、ときには自ら色を塗って自分好みに仕上げることもあった。そのような配置の妙こそモランディの真骨頂といえるが、例外的に花を活けた花瓶を単独で描いたシリーズもある。ただしその花も造花であり、あくまでもモチーフをコントロールしたいモランディの志向を思わせる。
激しい主張や物語性を感じさせないモランディの静物画は独自の静寂な世界を形作っており、20世紀美術史において特異な位置を占めている。油彩のみならず、緻密なエッチングや水彩にも優れた作品が多い。

## 日本における展覧会
「モランディ展」
日本初の大規模個展。油彩画84点、水彩15点、デッサン15点、エッチング20点。下記5会場を巡回。
- 神奈川県立近代美術館（1989年11月18日 - 12月24日）
- 三重県立美術館（1990年1月4日 - 2月4日）
- ふくやま美術館（1990年2月10日 - 3月11日）
- 有楽町アート・フォーラム（1990年3月16日 - 4月3日）
- 京都国立近代美術館（1990年4月10日 - 5月13日）

「静かなる時の流れのなかで ジョルジョ・モランディ 花と風景」展
油彩55点、水彩10点、ドローイング15点、エッチング16点。下記2会場で開催。
- 東京都庭園美術館（1998年10月10日 - 11月29日）
- 光と緑の美術館（1998年12月5日 - 1999年2月14日）

「ジョルジョ・モランディ 終わりなき変奏」展
下記3会場で開催。
- 兵庫県立美術館（2015年12月8日 - 2月14日）
- 東京ステーションギャラリー（2016年2月20日 - 4月10日）
- 岩手県立美術館（2016年4月16日 - 6月5日）